# Everybody Get Up
Everybody Get Up is een nummer van de Britse boyband 5ive uit 1998. Het is de vierde single van hun titelloze debuutalbum.
De melodie van het nummer is gesampled uit I love rock 'n' roll van Joan Jett & the Blackhearts. "Everbody Get Up" werd een grote hit in Europa en Oceanië. Het haalde de 2e positie in het Verenigd Koninkrijk, en de 9e in de Nederlandse Top 40. In de Vlaamse Ultratop 50 haalde het een bescheiden 22e positie.